# André Matsangaíssa
André Matade Matsangaissa (18 de Março de 1950 — 17 de outubro de 1979) foi o primeiro comandante em chefe da Resistência Nacional Moçambicana (RENAMO), movimento armado onde ele foi um dos fundadores, em 1975 na antiga Rodésia.
André Matsangaissa, um dissidente da Frente de Libertação de Moçambique (FRELIMO), foi morto pelas forças governamentais em Gorongosa no ano de 1979, num ataque da RENAMO a uma posição das forcas governamentais.
Após a morte de André Matsangaíssa, ocorrida no auge da guerra civil moçambicana, Afonso Dhlakama, no seguimento de uma violenta luta pelo poder dentro da organização, assumiu a liderança da RENAMO, continuando o conflito com as forças governamentais até 1992, quando, a 04 de Outubro, após prolongadas negociações mediadas primeiramente pelo Conselho Cristão de Moçambique (CCM), e posteriormente pela Comunidade de Santo Egídio (com o apoio do governo italiano) um acordo de paz assinado em Roma fez cessar as hostilidades e abriu caminho às primeiras eleições livres e multipartidárias em Moçambique, realizadas em 1994.